# Sdružení polských elektrikářů
Sdružení polských elektrikářů (Stowarzyszenie Elektryków Polskich, SEP) je polská nestátní nezisková organizace, která sdružuje komunitu elektrotechniků polského původu z celého světa. Díky otevřenému principu členství sdružuje inženýry a techniky i mladé studenty (studenty technických a odborných škol) elektrotechnických oborů.

## Aktivity
Sdružení se zabývá především propagační a vzdělávací činností (školení pro získání elektrotechnického oprávnění). Společnost SEP se rovněž zabývá posuzováním shody elektrických výrobků nízkého napětí (od roku 1933) prostřednictvím své zkušebny kvality, agentury SEP s národními akreditacemi a uznáním nejprestižnějších mezinárodních a evropských organizací. SEP rovněž realizuje rozsáhlou mezinárodní spolupráci pod anglickým názvem „Association of Polish Electrical Engineers“. Sdružení je členem Národní federace polských vědeckých a technických sdružení a evropské organizace EUREL.

## Historie
Ve dnech 7.–9. června 1919 se konal sjezd, na kterém bylo založeno Sdružení polských elektrotechniků. Jejím prvním předsedou byl zvolen profesor Mieczysław Pożaryski. V roce 1928 se organizace sloučila se Sdružením polských radiotechniků a v roce 1929 byl název rozhodnutím představenstva změněn na současný. V roce 1939 se k SEP připojilo Sdružení polských teleinženýrů.

## Předsedové SEP
- 1919–1928 – Mieczysław Pożaryski (První prezident SEP)
- 1928–1929 – Kazimierz Straszewski
- 1929–1930 – Zygmunt Okoniewski
- 1930–1931 – Kazimierz Straszewski
- 1931–1932 – Felicjan Karśnicki
- 1932–1933 – Tadeusz Czaplicki
- 1933–1934 – Alfons Kühn
- 1934–1935 – Jan Obrąpalski
- 1935–1936 – Alfons Kühn
- 1936–1937 – Janusz Groszkowski
- 1937–1938 – Alfons Hoffmann
- 1938–1939 – Kazimierz Szpotański
- 1939 – Antoni Krzyczkowski
- 1939–1946 – Kazimierz Szpotański
- 1946–1947 – Kazimierz Straszewski
- 1947–1949 – Włodzimierz Szumilin
- 1949–1950 – Stanisław Ignatowicz
- 1950–1951 – Tadeusz Żarnecki
- 1951–1952 – Jerzy Lando
- 1952–1959 – Kazimierz Kolbiński
- 1959–1961 – Tadeusz Kahl
- 1961–1981 – Tadeusz Dryzek
- 1981–1987 – Jacek Szpotański
- 1987–1990 – Bohdan Paszkowski
- 1990–1994 – Jacek Szpotański
- 1994–1998 – Cyprian Brudkowski
- 1998–2006 – Stanisław Bolkowski
- 2006–2014 – Jerzy Barglik
- 2014–2022 – Piotr Szymczak[7]
- od 2022 – Sławomir Cieślik